# Fate/stay night
Fate/stay night (jap. フェイト／ステイナイト Feito/sutei naito) – japońska powieść wizualna dla dorosłych, stworzona przez Type-Moon i wydana w 2004 roku na komputery osobiste. W wersji od lat 15, pod nazwą Fate/stay night Réalta Nua, została wydana 19 kwietnia 2007 na konsolę PlayStation 2, a później w dystrybucji cyfrowej na komputery z systemem Windows jako trylogia, zawierająca trzy główne scenariusze.
W 2006 roku Studio Deen wyprodukowało serial anime, którego fabułę stanowi w większości pierwszy z trzech scenariuszy gry (Fate), łącząc go z elementami pozostałych ścieżek. Na podstawie drugiej ścieżki fabularnej Studio Deen stworzyło w 2010 roku film Unlimited Blade Works. W październiku 2014 roku rozpoczęła się emisja nowej ekranizacji tej ścieżki w postaci serialu anime, wykonanego przez studio Ufotable. Studio to stworzyło również trzy filmy na podstawie scenariusza Heaven’s Feel .
W 2005 roku firma Type-Moon wydała sequel gry pod nazwą Fate/hollow ataraxia, którego akcja rozgrywa się pół roku po wydarzeniach Fate/stay night. Seria light novel, będąca prequelem do serii, była publikowana od 2006 do 2007 roku pod tytułem Fate/Zero.

## Fabuła
Po raz kolejny wybucha Wojna o Święty Graal (jap. Seihai Sensou) – krwawy rytuał w którym uczestniczy siedmiu magów wybranych przez Święty Graal – Mistrzów (Master), którzy przywołują do walki Sługi (Servant) – bohaterów przeszłości, przybywających pod postacią siedmiu klas (Saber, Archer, Lancer, Rider, Caster, Assassin, Berserker). Ich celem jest zdobycie owego artefaktu, który spełnia życzenie swojego posiadacza.
Akcję Fate/stay night stanowi dwutygodniowy okres z życia Shirō Emiyi – mechanika amatora, uczęszczającego do Akademii Homurahara (jap. Homurahara Gakuen) w mieście Fuyuki City. Dziesięć lat wcześniej, Shirō stał się jedną z ofiar olbrzymiego pożaru, który pozbawił życia jego ojca, matkę i pochłonął większą część miasta. Chłopiec zapewne podzieliłby los rodziców, gdyby nie pomoc nieznanego człowieka, który odnalazł go na pogorzelisku. Człowiek ów, Kiritsugu Emiya, ratuje mu życie i decyduje się go zaadoptować. Pewnego wieczoru, podczas rozmowy pod domem, Shirō dowiaduje się, że jego ojczym jest magiem. Kiritsugu przekazuje mu podstawy sztuki magicznej, jednak jego powolne postępy zostają całkowicie zatrzymane przez śmierć ojczyma. Przez lata Shirō rozwija swoje niewielkie umiejętności, mieszkając niemal zupełnie sam w wielkim domu, który odziedziczył.
Pewnego dnia, gdy Shirō, po wyczyszczeniu dojo klubu strzeleckiego, opuszcza teren szkoły, jest świadkiem brutalnej walki pomiędzy dwoma Sługami. Przerażony próbuje uciec, jednak zostaje śmiertelnie zraniony przez jednego z nich, Lancera. Umarłby, gdyby nie pomoc Rin Tōsaki – wybitnej uczennicy szkoły, która również okazuje się być magiem, jednym z siedmiu Mistrzów w Wojnie Świętego Graala. Shirō, nie rozumiejąc co się stało, wraca do domu, jednak zostaje ponownie zaatakowany przez Lancera. Zbiega do swojego warsztatu, jednak zostaje schwytany. Shirō spodziewał się już najgorszego, gdy przed nim zmaterializowała się młoda kobieta w alabastrowej zbroi i przepędziła napastnika. Wybawczyni przedstawia się jako Saber – jedna z siedmiu Sług. Shirō, który przypadkiem ją przyzwał, stał się zatem Mistrzem w Wojnie Świętego Graala.
W dalszej kolejności wydarzenia dzielą się na trzy równoległe ścieżki fabularne, Fate, Unlimited Blade Works, oraz Heaven’s Feel. Każda z tych trzech ścieżek charakteryzuje się innym zainteresowaniem miłosnym głównego bohatera oraz równolegle uzupełniającymi się wydarzeniami oraz informacjami; ponadto każda z nich skupia się na innym aspekcie ideałów głónego bohatera. Zostały one zaprojektowane tak, aby w ramach oryginalnego wydania zostały przeczytane w dokładnie tej kolejności.

## Bohaterowie
- Shirō Emiya – Główny bohater Fate/stay night; to z jego punktu widzenia dzieje się większość akcji w grze. Pomocny, pracowity i szczery nastolatek. Interesuje się naprawą różnego rodzaju sprzętów domowych, przy czym bardzo pomocna okazuje się jego niewielka znajomość podstaw sztuki magicznej. Przypadkiem zostaje Mistrzem w Wojnie, początkowo nie interesuje się nią kompletnie, lecz decyduje się na bierny udział, aby zminimalizować straty i cierpienie towarzyszące walkom o Graal. Ma tendencję do irracjonalnego rzucania się na pomoc innym.
- Saber – Saber jest Sługą Shirō, zwinnym i potężnym wojownikiem. Z czasem odkryta zostaje jej przeszłość, w której jest legendarnym Królem Arturem. Jej orężem jest mityczny Excalibur. Lojalna i niezależna, Saber na co dzień zachowuje się powściągliwie, jednak tak naprawdę powstrzymuje swoje emocje, aby skupić się na swoich celach. Jej klasa uznawana jest za najdoskonalszą z siedmiu, posiada bowiem najlepsze wyniki we wszystkich kategoriach. Ponieważ jej Mistrz nie jest w stanie właściwie zaopatrzyć ją w energię magiczną, musi zmniejszyć swoją aktywność do minimum, aby utrzymać te niewielkie zasoby, które posiada. Do furii doprowadzają ją „ochronne” działania Shirō, bo sądzi, że takie postępowanie może zniweczyć jej szanse na zdobycie Graala. W ścieżce fabularnej „Fate”, której to jest protagonistą ze Sługów, Shirō się w niej zakochuje.
- Rin Tōsaka – Wzorowa uczennica Akademii Homurahara. Pochodzi z rodu magów o bardzo długiej tradycji i pomimo braków w magicznej edukacji, okazuje się bardzo potężna. Jej ojciec zginął w czwartej Wojnie Świętego Graala i od czasu jego śmierci Rin była szkolona, aby go zastąpić. Jest pomysłowa, spostrzegawcza i rywalizująca. Usiłowała wezwać Sługę klasy Saber, jednak z powodu zastosowania specyficznego kryształu wezwała Archera. Jako jej protagonistka, na końcu ścieżki fabularnej „Unlimited Blade Works” zostaje dziewczyną Shirō.
- Archer – Sługa Rin Tōsaki. Z powodu niekompletnego aktu przywołania, najwyraźniej nie posiada wspomnień ze swojego życia. Sarkastyczny i cyniczny, jednak pod tą powierzchownością kryje się jedna z najbardziej zagadkowych i niewyjaśnionych osobowości w serii Fate/stay night. Pomimo że jest najbardziej biegły w posługiwaniu się bronią dystansową, doskonale radzi sobie w walce wręcz przy pomocy bliźniaczych ostrzy. Archer bardzo krytycznie odnosi się do idealizmu Shirō Emiyi, uznając go za naiwny i iluzoryczny. Archer jest w rzeczywistości dorosłym Shirō Emiyą z alternatywnej przyszłości. Jest on ostatecznym zwycięzcą swojej 5. „Wojny Świętego Grala”, wcieleniem bohatera sprawiedliwości, który chcąc uratować grupę stu osób zawarł kontrakt ze światem, stając się po śmierci Counter Guardianem – „czyścicielem” bez własnej woli przywoływanym w momentach bliskich zagłady ludzkości. Tron Bohaterów, który przechowuje dusze bohaterów, istnieje poza zwyczajnie postrzeganym czasem, czyli Archer może pojawić się w dowolnym momencie historii. Amulet użyty przez Rin jako katalizator w trakcie przywoływania Archera, był tym samym który wykorzystała ratując życie Shirō Emiyi dwa dni później. Jest Sługą-protagonistą w ścieżce „Unlimited Blade Works”.
- Illyasviel von Einzbern – Młoda niemiecka arystokratka, przybyła do Japonii aby wziąć udział w Wojnie o Świętego Graala. Posiada anielską powierzchowność i niezwykły poziom energii magicznej. Żyje w małym zamku w pobliżu Fuyuki City, wraz ze swoim Sługą, Berserkerem i dwoma służącymi. Woli, aby znajomi nazywali ją po prostu „Illya”. Bardzo przywiązana do Shirō, zwraca się do niego per onii-chan (jap. „starszy brat”), faktycznie będąc jednak jego przybraną starszą siostrą.
- Berserker – Sługa Illyi, gigant o smagłej cerze i potężnej muskulaturze. Illya zdradza jego tożsamość, okazuje się, że jest to bohater mitologii greckiej – Herakles. Dzierży olbrzymie ostrze, i jest zdolny do siania totalnego zniszczenia z jego pomocą. Jako Berserker – wojownik w szale bojowym – jest pozbawiony jakiegokolwiek rozumu, w walce zachowując się dziko i zwierzęco. Słudzy klasy Berserker są powszechnie uznawani za najsilniejszych, jednakże są trudni do kontrolowania i często zwracają się przeciwko swoim mistrzom; Illya jednak najwyraźniej nie ma kłopotu z panowaniem nad swoim Sługą.
- Sakura Matō – Uczennica pierwszego roku w Akademii Homurahara, siostra Shinjiego Matō. Po śmierci ojca Shirō, Kiritsugu, Sakura często odwiedza dom Shirō, aby pomagać mu w codziennych zajęciach. Pomimo że Sakura wywodzi się z rodziny magów, zapewnia, że nie ma pojęcia o zawodzie czy historii jej rodziny. Sakura zachowuje się nieśmiało i strachliwie, ale posiada wielką siłę wewnętrzną. Kocha się w Shirō. W ścieżce fabularnej „Heaven’s Feel” zostaje dziewczyną i kochanką głównego bohatera; ponadto okazuje się, że urodziła się jako Sakura Tohsaka, będąc biologiczną młodszą siostrą Rin oddaną klanowi Matō jeszcze przed 4. Wojną, gdyż ten nie miał prawdziwego potomka, który mógłby przejąć pieczę nad klanem.
- Shinji Matō – Starszy brat Sakury Matō i dawny przyjaciel Shirō. Shinji jest bardzo popularny jako wiceprzewodniczący strzeleckiego dojo, pomimo jego narcystycznego i szowinistycznego zachowania. Podobnie jak Rin Tōsaka, pochodzi z wybitnego rodu magów, jednak rodzina Matō przez lata osłabła i nie wydaje już jednostek zdolnych do samodzielnego uprawiania magii. Shinji negatywnie postrzega fakt, iż jego siostra regularnie odwiedza dom Shirō. Wyraźnie zaleca się do Rin, ta jednak nie odwzajemnia jego uczuć.
- Rider – Sługa Shinjiego Matō, po raz pierwszy widziana podczas zwiadu wokół Akademii Homurahara. Rider jest cicha, czujna i gwałtowna w walce, nigdy nie waha się, aby zasłonić swojego Mistrza przed zagrożeniem. Ponieważ Shinji jest niezdolny do prawidłowego zaopatrzenia ją w energię magiczną, jest zmuszona szukać alternatywnych środków, aby doskonalić swoje umiejętności. Aby zrównoważyć wady, Rider atakuje z ukrycia i w pełni wykorzystuje zalety terenu wokół niej. Jej broń stanowi para długich, żelaznych gwoździ przymocowanych do przeciwnych końców pojedynczego łańcucha, które efektywnie miota z dystansu. Jej prawdziwe imię to Meduza, jedna z Gorgon w greckiej mitologii. W ścieżce „Heaven’s Feel” okazuje się, że jej prawdziwym Mistrzem jest Sakura, będąc jednocześnie Sługą-protagonistką tej ściezki.
- Caster – Sługa jednego z nauczycieli Akademii Homurahara, mistrzyni sztuk magii, jej prawdziwe imię to Medea. Staje się antagonistką bohaterów po tym, jak używała ludności cywilnej, aby poszerzyć swoje zasoby energii, osłabiając i usypiając całe grupy ludzi na raz.
- Assassin – Sługa przywołany przez Caster, aczkolwiek z powodu bycia przywołanym przez innego Sługę nie jest w stanie ruszyć się poza rejon Świątyni Ryūdō. Jego prawdziwe imię to Sasaki Kojirō, jednakże okazuje się, że ten Sługa to faktycznie tylko bezimienny wojownik, który przybrał sobie imię i umiejętności Sasaki.
- Zōken Matō – Dziadek rodzeństwa Matō, jego postać pojawia się tylko w ścieżce „Heaven’s Feel”. Tak naprawdę jest około pięćsetletnim magiem pochodzącym z Rosji, który porzucił ciało na rzecz insektów przywiązanych do jego duszy, i był jedną z osób, które stworzyły system stanowiący podstawę Wojen o Święty Graal.
- True Assassin – Drugi Assassin, przywołany przez Zōkena w ścieżce „Heaven’s Feel”, jeden z dziewiętnastu możliwych wcieleń Hassan-i-Sabbah. Określa się go mianem „Prawdziwego” w porównaniu do Sasaki, który został przywołany wbrew zasadom systemu.
- Lancer – Sługa włócznik, jego prawdziwa tożsamość to Cú Chulainn – mityczny irlandzki wojownik, strzegący doliny, niezwyciężony w wojnach. Jego bronią była włócznia – Gae Bolg – która nie miała sobie równych, a w anime jej tor zawsze obierał za cel serce przeciwnika, nadpisując przyczynowość wydarzeń.
- Kotomine Kirei – Pastor w kościele na wzgórzach na obrzeżach Fuyuki, opiekun Rin, a także Moderator 5. Wojny. Faktycznie jest on też Mistrzem Lancera oraz Gilgamesza, jednakże i bez tego ma on swoje własne plany.
- Gilgamesz – Sługa (Archer) z 4. Wojny Świętego Graala, który przetrwał dzięki posiłkom z dusz ludzi. Jego celem w walce jest m.in. Saber (Arturia), którą traktuje jak należną, wybraną przez niego własność. Włada niezliczoną ilością broni ze swego królewskiego skarbca, jako że jest pierwszym królem, jedynym posiadaczem sprzed wieków. Walczy używając m.in. Ea – obrotowego miecza wypełnionego niesamowitą energią.

## Lista odcinków
|    | |                  |  |  |
| 01 | The Day It Began Hajimari no hi (始まりの日)                                                             | 6 stycznia 2006  |  |  |
| 02 | Night of Fate Unmei no yoru (運命の夜)                                                                   | 13 stycznia 2006 |  |  |
| 03 | Raising the Curtain Kaimaku (開幕)                                                                       | 20 stycznia 2006 |  |  |
| 04 | The Strongest Adversary Saikyou no teki (最強の敵)                                                       | 27 stycznia 2006 |  |  |
| 05 | The Two Magicians (Part one) Majutsushi futari <Zenpen> (魔術師二人<前編>)                               | 3 lutego 2006    |  |  |
| 06 | The Two Magicians (Part two) Majutsushi futari <Kouhen> (魔術師二人<後編>)                               | 10 lutego 2006   |  |  |
| 07 | Despicable Acts Shundou (蠢動)                                                                           | 17 lutego 2006   |  |  |
| 08 | Discordant Melody Fukyo no oto (不協の旋律)                                                              | 24 lutego 2006   |  |  |
| 09 | Moonlit Elegance Gekka ryuurei (月下流麗)                                                                | 3 marca 2006     |  |  |
| 10 | The Calm Interlude Odayakana makuai (穏やかな幕間)                                                       | 10 marca 2006    |  |  |
| 11 | Blood Fort Andromeda Senketsu shinden (Burādofōto Andoromeda) (鮮血神殿(ブラッドフォート・アンドロメダ)) | 17 marca 2006    |  |  |
| 12 | Cleave The Sky Sora o saku (空を裂く)                                                                    | 24 marca 2006    |  |  |
| 13 | Winter Castle Fuyu no shiro (冬の城)                                                                     | 31 marca 2006    |  |  |
| 14 | At the End Of Ideals Risou no hate (理想の果て)                                                          | 7 kwietnia 2006  |  |  |
| 15 | The Twelve Labors Jūni no shiren (十二の試練)                                                            | 14 kwietnia 2006 |  |  |
| 16 | The Sword That Brings the Promised Victory Yakusoku sareta shōri no ken (約束された勝利の剣)             | 21 kwietnia 2006 |  |  |
| 17 | Mark of the Witch Majo no rakuin (魔女の烙印)                                                            | 28 kwietnia 2006 |  |  |
| 18 | Decisive Battle Kessen (決戦)                                                                            | 5 maja 2006      |  |  |
| 19 | The Golden King Ōgon no ō (黄金の王)                                                                     | 12 maja 2006     |  |  |
| 20 | Distant Traces of Dreams Tōi yume ato (遠い夢跡)                                                         | 19 maja 2006     |  |  |
| 21 | The Genesis Star That Sunders Heaven and Earth Tenchi kairi su kaibyaku no hoshi (天地乖離す開闢の星)    | 26 maja 2006     |  |  |
| 22 | Result of a Wish Negai no hate (願いの果て)                                                              | 2 czerwca 2006   |  |  |
| 23 | Holy Grail Seihai (聖杯)                                                                                 | 9 czerwca 2006   |  |  |
| 24 | The Ever Distant Utopia Subete tōki risōkyō (全て遠き理想郷)                                             | 16 czerwca 2006  |  |  |